# Cyriogonus triquetrus
Cyriogonus triquetrus là một loài nhện trong họ Thomisidae.
Loài này thuộc chi Cyriogonus. Cyriogonus triquetrus được Eugène Simon miêu tả năm 1886.